# جزر أوسترال

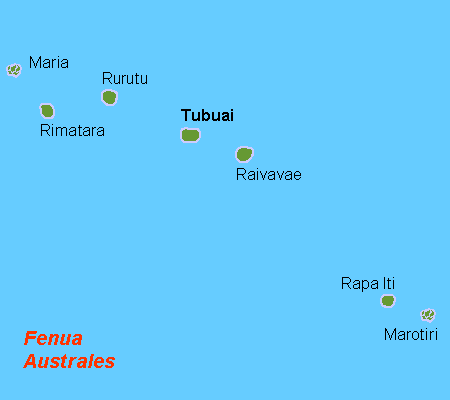
خريطة جزر الأوسترال

جزر أوسترال (بالفرنسية: Îles Australes أو Archipel des Australes) هي مجموعة من الجزر الجنوبية في بولينيزيا الفرنسية ، إقليم ماوراء البحار التابع لفرنسا و الواقع جنوب المحيط الهادئ.
جغرافياً تتألف من إثنين من مجموعات الجزر المنفصلة، وهي تتكون من جزر توبواي (بالفرنسية: îles Tubuaï) في الشمال الغربي الجنوب الشرقي جزر باس.
يبلغ عدد سكان جزر أوسترال نحو 6300 نسمة يعيشون على ما يقرب من 150 كيلومتراً مربعاً.
عاصمة جزر أوسترال حسب التقسيم الإداري هي توبواي.

## وصلات خارجية
- الموقع الرسمي نسخة محفوظة 10 ديسمبر 2005 على موقع واي باك مشين.
- الموقع الرسمية مع خرائط موضحة لمواقعها نسخة محفوظة 25 نوفمبر 2006 على موقع واي باك مشين.
- Oceandots.com صور للجزيرة من الأقمار الصناعية

‌